# Камината ди Турес (Болцано)
Камината ди Турес је насеље у Италији у округу Болцано, региону Трентино-Јужни Тирол.
Према процени из 2011. у насељу је живело 342 становника. Насеље се налази на надморској висини од 854 м.